# Мечтател
„Мечтател“ е български игрално-телевизионен филм (битова драма) от 1975 година на режисьора Лиляна Батулева, по сценарий на Росен Босев. Оператор е Румен Георгиев. Музиката във филма е композирана от Стефан Икономов. Художник Любен Тръпков.
Създаден е по на разказа „Мечтател“ от Йордан Йовков.

## Актьорски състав
| Изпълнител               | Роля                                |
| ------------------------ | ----------------------------------- |
| Стефанос Гулямджис       | Боянов, чиновник в пощенска станция |
| Никола Дадов             | кочияш                              |
| Богомил Симеонов         | кочияш                              |
| Виолета Николова         | момичето                            |
| Ванча Дойчева            | Маруся                              |
| Катя Зехирева            |                                     |
| Иван Дервишев            | пощаджия                            |
| Васил Попилиев           |                                     |
| Невена Митева            |                                     |
| Петър Златев             |                                     |
| Рамиз Татаров            |                                     |
| Ганчо Керачев            |                                     |
| Любомир Фърков           |                                     |
| Иван Обретенов           |                                     |
| Георги Георгиев – Гочето |                                     |
| Николай Начков           |                                     |
| Ангел Байраков           |                                     |
| Васил Димитров           | Лозев                               |